# Neochlamisus moestificus
Neochlamisus moestificus är en skalbaggsart som först beskrevs av Lacordaire 1848.  Neochlamisus moestificus ingår i släktet Neochlamisus och familjen bladbaggar. Inga underarter finns listade i Catalogue of Life.